# Eva Tetrazzini

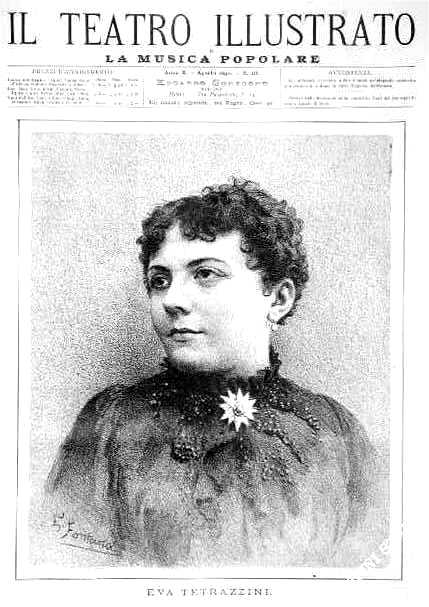
Eva Tetrazzini en 1890

Eva Tetrazzini (Milán, 17 de marzo de 1862 - Salsomaggiore Terme, Parma, 27 de octubre de 1938) fue una soprano italiana, hermana mayor de Luisa Tetrazzini (1871 - 1940), también famosa soprano, estudia en Florencia antes de debutar en 1882 con el papel de Margarita en Faust. 
Disfrutó de una carrera de gran éxito en los mayores teatros líricos del mundo. Su amplio repertorio comprendía los papeles lírico-dramáticos de Verdi (Otello o Aida) o los veristas de Puccini (Manon Lescaut o Tosca). En 1888 fue la Desdemona del estreno estadounidense de Otello dirigido en Nueva York por su esposo, Cleofonte Campanini y fue cantante habitual en las temporadas del Teatro Real de Madrid.